# Château Doisy Daëne
Le château Doisy Daene est un domaine viticole situé à Barsac en Gironde. En AOC Barsac, il est classé deuxième grand cru dans la classification officielle des vins de Bordeaux de 1855.

## Histoire du domaine
Le domaine est d'abord acquis par Jean Védrines au XVIIIe siècle qui y développe un vignoble. La première mention du vignoble est faite en 1832 par André Jullien dans son ouvrage Topographie de tous les vignobles connus. Le domaine est ensuite divisé en trois : Doisy-Védrines, Doisy-Dubroca et Doisy Daëne. Le nom Daëne provient du propriétaire de l'époque, le négociant en vin Jean-Jacques-Emmanuel Daëne.
Château Doisy Daene est classé deuxième grand cru dans la classification de 1855.
En 1924, Georges Dubourdieu, grand-père de l'œnologue Denis Dubourdieu, achète 4 ha du domaine actuel. Depuis, il est géré par la famille, qui a racheté des parcelles adjacentes. En 1949, Pierre Dubourdieu, père de Denis, reprend la gestion du château.
En 2000, Denis Dubourdieu devient propriétaire-gérant du domaine, et est rejoint par ses deux fils Jean-Jacques et Fabrice en 2006. En 2014, la famille Dubourdieu rachète le Château Doisy-Dubroca adjacent pour ré-unifier les deux vignobles.
Denis Dubourdieu décède en 2016, et ses deux fils reprennent la gestion du domaine (quatrième génération).

## Terroir
Le vignoble s'étend sur 16 hectares.
Le vignoble s'étend sur un sol de sables argileux et un sous-sol de roche calcaire.

## Vins

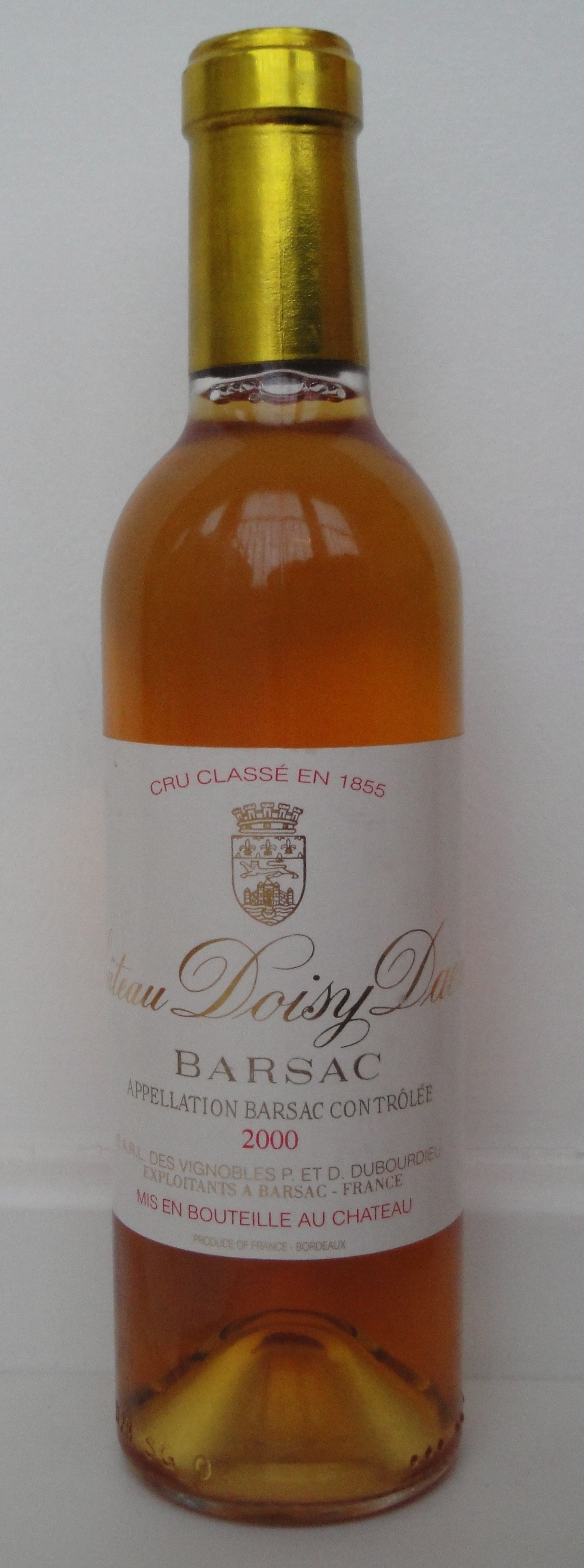
Une demi-bouteille de Château Doisy Daëne 2000.

Le domaine cultive des vignes de sémillon (86 %), sauvignon (13 %) et muscadelle (1 %).